# Solitari variable
El solitari variable (Myadestes coloratus) és un ocell de la família dels túrdids (Turdidae).

## Hàbitat i distribució
Viu a la selva pluvial de les muntanyes de l'est de Panamà i l'extrem nord-oest de Colòmbia.